# Diatonik (musik)
| I denna artikel     |
| används tonnamnen   |
| Bess (B♭) och B.    |
| Se olika skrivsätt. |

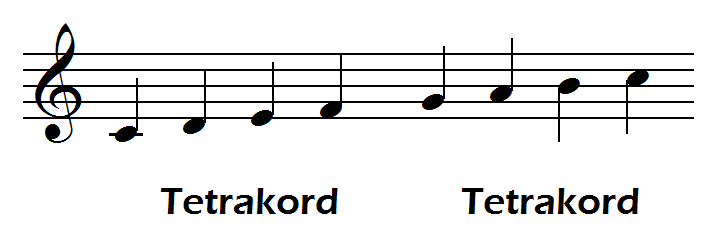
Diatonisk skala

Diatonik (grekiska diatonikos, mellanton) är ett sätt att indela en oktav så att den består av två tetrakord som ligger på en kvints avstånd från varandra.
En diatonisk skala tänker vi idag på som en vanlig dur- eller mollskala. Dess bakgrund står dock att finna i det antika Grekland och proportionsläran.
Pythagoras (och hans elever) studerade proportioner genom att använda sig av så kallade monokord, ett ensträngat musikinstrument med ett flyttbart strängstall, vilket innebar att man kunde prova olika längder på strängar och deras inbördes förhållande.
De fyra första deltonerna (1:2:3:4) i den harmoniska deltonserien ger grunden till läran om intervall inom musiken. Grekerna kallade intervallet 1:2 (oktav) för diapason. Intervallet 2:3 (kvint) kallade de för diapente. Det sista intervallet, 3:4 (kvart), kallade de för diatessaron.
Den skala som användes i Grekland under antiken var tetrakordet, vilket betyder fyra strängar. Den första och fjärde tonen i denna skala stämdes alltid med ett kvartintervall (diatessaron) medan de andra två tonerna kunde vara olika stämda beroende på vilket modus man ville använda.
Man upptäckte att en diatessaron (4/3) kombinerat med en diapente (3/2) blev en oktav (diapason): 4/3 × 3/2 = 12/6 = 2/1. Man kunde också konstatera att en oktav på detta sätt kunde indelas i två tetrakord som ligger en helton från varandra (3/2 / 4/3 = 9/8) (jämför C–F + G–C). Två tetrakord som ligger på en heltons avstånd kom därmed att kallas diatoniska tetrakord. Denna delning av en oktav i två tetrakord blev därmed basen för det som idag kallas en diatonisk skala, till exempel C-D-E-F-G-A-B-C.